# تاريخ القنب
يعود تاريخ نبتة القنب واستخدامها البشري إلى الألف الثالث قبل الميلاد على الأقل في السجلات المكتوبة، وربما إلى حضارة العصر الحجري الحديث ما قبل الفخاري بي (المرحلة الثانية) (8800–6500 قبل الميلاد) وفقًا للأدلة الأثرية. وعلى مدى آلاف السنين، اعتبر البشر هذه النبتة ذات قيمة، فاستخدمت في الغذاء والدواء وصنع الألياف والحبال، أما خصائصها النفسية فاستخدمت في الطقوس الدينية والترفيهية.
بدأ فرض أولى القيود على القنب في العالم الإسلامي بحلول القرن الرابع عشر. وفي القرن التاسع عشر، بدأت الدول الاستعمارية بفرض قيود عليه، غالبًا بسبب ارتباطه بالتوترات العرقية والطبقية. وفي منتصف القرن العشرين، أدى التنسيق الدولي إلى فرض قيود صارمة على القنب في معظم أنحاء العالم. ومع دخول القرن الحادي والعشرين، بدأت بعض الدول في اتخاذ إجراءات لإلغاء تجريم استخدام القنب، وتشريعه.

## الاستخدامات القديمة
يعتبر القنب من أقدم النباتات المزروعة. زرع اليابانيون القنب منذ ما قبل العصر الحجري الحديث، للحصول على أليافه، وكان مصدرًا غذائيًا، وربما اعتُبر مادة ذات تأثير نفسي. احتوى موقع أثري في جزر أوكي قرب اليابان على بذور قنب تعود إلى نحو 8000 قبل الميلاد، مما يشير على الأرجح إلى استخدام هذا النبات في ذلك الوقت. يعود استخدام القنب وفقًا لاكتشافات علم الآثار إلى العصر الحجري الحديث في الصين، حيث وجد علماء الآثار نقوشًا تمثل ألياف القنب على فخار ثقافة يانغشاو العائدة إلى الألف الخامس قبل الميلاد. استخدم الصينيون القنب لاحقًا لصنع الملابس والأحذية والحبال، وكذلك لصناعة نموذج أولي للورق.
كان القنب محصولًا هامًا في كوريا القديمة، حيث عُثر على عينات من قماش القنب تعود إلى نحو 3000 قبل الميلاد.
أظهر استطلاع للرأي أن أربعة عشر بالمئة من رجال الدين الهندوس، وخصوصًا من طائفة الناغا، يؤمنون بأن الإله الهندوسي شيفا استخدم القنب. وقد كان القنب جزءًا من الثقافة الهندوسية وطقوسها.
يرجع تاريخ زراعة القنب قرب المدن في جنوب آسيا إلى نحو 500 قبل الميلاد، رغم أن المصادر النصية تفترض وجود القنب فقط بين القرنين الحادي عشر والرابع عشر قبل الميلاد.
يُسمى القنب غانجا في اللغة السنسكريتية وبعض اللغات الهندو آرية الحديثة. يقترح بعض العلماء أن المخدر القديم سوما، المذكور في الفيدا، هو القنب، رغم أن هذه النظرية مثار جدل. يظهر البانغا في عدة نصوص هندية تعود إلى ما قبل عام 1000 ميلادي، ولكن ثمة خلاف لغوي بين علماء اللغة السنسكريتية حول ما إذا كان هذا البانغا يشير إلى البانغ أو إلى القنب الحديث. يعتقد بعضهم أن أول الإشارات إلى القنب في جنوب آسيا تعود إلى القرن الحادي عشر الميلادي.
كان القنب معروفًا أيضًا لدى الآشوريين القدماء، ومن المحتمل أنهم استخدموه لإنتاج مادة عطرية، إذ أطلقوا عليه اسم كونابو وكونوبو (قد تعني «طريقة لإنتاج الدخان»)، وهو أصل محتمل لكلمة «كانابيس» الحديثة. استخدم السكوثيون والتراقيون والداقيون القنب بعد تعرفهم عليه، إذ كان الشامان لديهم (الكابنوباتاي - «الذين يمشون على الدخان/الغيوم») يحرقون أزهار القنب لإحداث حالة من الغيبوبة. ذكر المؤرخ اليوناني الكلاسيكي هيرودوت (نحو 480 قبل الميلاد) أن سكان سكيثيا غالبًا ما استنشقوا أبخرة دخان بذور القنب، سواء لممارسة طقوس دينية أو لغرض الترفيه الشخصي.
وجد الباحثون بقايا القنب على مذبحين في تل عراد، يعود تاريخهما إلى مملكة يهوذا في القرن الثامن قبل الميلاد. يعتقد مكتشفوها أن الأدلة تشير إلى استخدام القنب لأغراض طقسية ذات تأثير نفسي في يهوذا. ووفقًا للأستاذ زوهار أمار، فإن إغلاق مذبح تل عراد في نهاية المطاف (بسبب المعارضة الدينية من حزقيا على الأرجح)، بالإضافة إلى النهي التوراتي عن القيام بالخدمة الكهنوتية تحت تأثير الخمر (سفر اللاويين 10: 8–11)، يدل على أن الديانة الإسرائيلية بشكل عام قد عارضت استخدام القنب في خدماتها الكهنوتية.
وللقنب تاريخ قديم في الاستخدام الطقسي، ويظهر في طقوس الطوائف التي تسمح باستخدام المواد المؤثرة على العقل حول العالم. تشير بذور القنب التي اكتشفها علماء الآثار في مدافن البازيريك إلى ممارسات احتفالية مبكرة مثل تناولها من قبل السكوثيين خلال الفترة الممتدة بين القرنين الخامس والثاني قبل الميلاد، مما يؤكد التقارير التاريخية السابقة لهيرودوت. وفي الصين، يُوصف الاستخدام النفسي للقنب في كتاب شينونغ بنكاوجينغ، المكتوب نحو القرن الثالث الميلادي. كان الطاويون يخلطون القنب مع مكونات أخرى، ثم يضعونه في مباخر ويستنشقون دخانه.

## الانتشار العالمي
مع مطلع الألفية الثانية، بدأ استخدام الحشيش (راتنج القنب) بالانتشار من العالم الفارسي إلى العالم العربي. يُقال إن القنب دخل العراق عام 1230 ميلادي، خلال حكم الخليفة المستنصر بالله، على يد حاشية وفد من حكام البحرين خلال زيارتهم للعراق. وقد أدخل «المسافرون الصوفيون المسلمون» من سوريا الحشيش إلى مصر في عهد الدولة الأيوبية في وقت غير محدد من القرن الثاني عشر الميلادي. وقد وُثق استهلاك الحشيش بين الصوفيين المصريين في القرن الثالث عشر، ودخل أيضًا نوع فريد من القنب يُعرف بالقنب الهندي السجلات في تلك الفترة. لم يصبح التدخين شائعًا في العالم القديم إلا بعد دخول التبغ، لذا كان الحشيش في العالم الإسلامي حتى القرن الخامس عشر يُستهلك عادة عن طريق الأكل.
يُعتقد أن القنب دخل أفريقيا على يد رحالة هنود هندوس، ثم أدخله المستوطنون البانتو إلى جنوب أفريقيا عندما هاجروا جنوبًا. وقد عُثر على آثار قنب داخل أنابيب تدخين في إثيوبيا تعود إلى نحو 1320 ميلادي. وكان القنب مادة شائعة الاستخدام في جنوب أفريقيا من قبل شعبي الخويسان والبانتو الأصليين قبل الاستيطان الأوروبي في رأس الرجاء الصالح عام 1652. وبحلول خمسينيات القرن التاسع عشر، نقل التجار السواحليون القنب من الساحل الشرقي لأفريقيا إلى حوض الكونغو في الغرب.
شجع هنري الثامن ملك إنجلترا بشدة زراعة القنب في مطلع القرن السادس عشر، ولاسيما لاستخدامه في دعم التوسع المتزايد للبحرية الإنجليزية.
وفي نصف الكرة الغربي، وصف المستكشف الإسباني في فلوريدا، ألفار نونييث كابيثا دي فاكا، القبائل العديدة من السكان الأصليين التي قابلها بين عامي 1527 و1537 قائلًا: «في جميع أنحاء البلاد، ينتشي السكان [يمكن ترجمتها بأنهم يثملون أو يتخدرون] باستخدام دخان معين، ويعطون كل ما يملكون للحصول عليه». جلب الإسبان القنب الصناعي إلى نصف الكرة الغربي وزرعوه في تشيلي بدءًا من نحو عام 1545. وفي 1607، كان القنب من بين المحاصيل التي لاحظ غابرييل آرتشر زراعة السكان الأصليين لها في القرية الرئيسية لشعب البوهاتان، التي تقع حاليًا في ريتشموند فيرجينيا؛ وفي 1613، تحدث سامويل أرغال عن وجود قنب بري «أفضل من القنب الموجود في إنجلترا» ينمو على طول شواطئ الجزء العلوي من نهر بوتوماك. وبحلول 1619، أصدر أول مجلس برلماني في فيرجينيا (مجلس البرجوازيين) قانونًا يُلزم جميع المزارعين في فيرجينيا بزراعة «القنب الإنجليزي والهندي» في مزارعهم.
وخلال غزو نابليون بونابرت لمصر في 1798، لم يكن الكحول متاحًا نظرًا لكونها بلدًا إسلاميًا. وبدلًا من الكحول، لجأ جنود بونابرت إلى تعاطي الحشيش، الذي وجدوه مناسبًا لهم. وبعد رحلة استمرت من 1836 إلى 1840 في شمال أفريقيا والشرق الأوسط، كتب الطبيب الفرنسي جاك جوزيف مورو عن التأثيرات النفسية لتعاطي القنب؛ وكان مورو عضوًا في نادي الحشيش بباريس (تأسس عام 1844). وفي 1842، أحضر الطبيب الإيرلندي ويليام بروك أوشونيسي، الذي درس هذا المخدر عندما كان طبيبًا ضابطًا في البنغال مع شركة الهند الشرقية، كمية من القنب معه عند عودته إلى بريطانيا، مما أثار اهتمامًا متجددًا في الغرب. تناولت بعض كتب الأدب الكلاسيكي في تلك الفترة موضوع القنب ومنها كتاب الجنان الاصطناعية (1860) بقلم شارل بودلير، والسيرة الذاتية للكاتب فيتز هيو لودلو بعنوان آكل الحشيش (1857).